# ハルモニア (RYTHEMの曲)
「ハルモニア」は、日本の音楽デュオ・RYTHEMの1作目のシングル。

## 概要
- RYTHEMのメジャーデビューシングル。
- 表題曲はアニメ『NARUTO-ナルト-』の2代目エンディングテーマに起用された。
- 初回プレス仕様には特典として、NARUTO描きおろしオリジナルイラストバックカバーと、RYTHEM特製オリジナルプリクラシールが付属された。

## 収録曲
1. ハルモニア [4:17]
作詞・作曲：RYTHEM
編曲：CHOKKAKU
2. てんきゅっ [4:08]
作詞・作曲：RYTHEM
編曲：CHOKKAKU
3. ハルモニア (サボテンver.) [4:11]
作詞・作曲：RYTHEM
編曲：吉川忠英
表題曲のアコースティックギター弾き語りバージョン。
4. ハルモニア (Instrumental) [4:14]
作曲：RYTHEM
編曲：CHOKKAKU
表題曲のインストゥルメンタル。

## 参加ミュージシャン
RYTHEM
- YUI：Vocal (#1,2,3)
- YUKA：Vocal (#1,2,3)

Additional Musician
- CHOKKAKU：Sound Produced & Programming & Instruments (全曲)
- 吉川忠英：Guitar & Mandoline (#1,4)
- 知野芳彦：Guitar (#2)
- 杉野寿之：Drums (#1,4)
- そうる透：Drums (#2)
- 種子田健：Bass (#1,2,4)
- RUSH by TAKASHI KATO：Strings (#1,4)
- 村田陽一：Trombone (#2)
- エリック・ミヤシロ：Trumpet (#2)
- 山本拓夫：Sax (#2)

## タイアップ
- テレビ東京系列アニメ『NARUTO-ナルト-』2代目エンディングテーマ (#1)

## 収録アルバム
- ウタタネ (#1,2)
- BEST STORY (#1)